# Любчинский, Феликс Николаевич
Феликс Николаевич Любчинский (1886, Староконстантинов, Волынская губерния — 17 ноября 1931, Соловецкие острова, Соловецкое сельское поселение) — католический священник, политзаключённый.

## Биография
Родился в 1886 году в Староконстантинове Волынской губернии. Окончил духовную семинарию, рукоположён в священный сан в 1909 году, после чего служил викарием прихода св. Александра в Киеве, с 1916 года — настоятелем прихода в селе Куна Подольской губернии, с 1919 года — в Гайсине, с сентября 1920 года — в деревне Кушелевка вблизи Тульчина. В 1920 году при наступлении Красной армии просил у своего епископа разрешения уйти с отступающими поляками, но получил отказ и распоряжение продолжить служение в Кушелевке, хотя большинство его прихожан уехало. Арестовывался большевиками в сентябре, затем в октябре-ноябре 1920 года, в 1921 году по обвинениям в шпионаже и участии в контрреволюционном восстании. В 1922 году после зверского убийства неизвестными лицами его отца и других домочадцев переведён в Каменец-Подольский, служил в армянской католической церкви, а также в приходах сёл Оринин, Супруньковцы, Зинков и др. В августе 1923 года вновь арестован «за нелегальное преподавание катехизиса», через шесть недель освобождён из тюрьмы под внесённый прихожанами денежный залог в 500 рублей, затем оправдан судом; повторно арестован в том же 1923 году по групповому делу католического духовенства и мирян за сопротивление изъятию церковных ценностей, приговорён к высшей мере наказания с последующей заменой на два года тюремного заключения. Освобождён досрочно. Настоятель кафедрального собора в Каменце-Подольском.
13 апреля 1927 года вновь арестован. Под следствием находился в московской Бутырской тюрьме.

«…в период времени с 1922 г. по апрель 1927 г. систематически произносил в костёлах с амвона перед многочисленными прихожанами резко антисоветские и контрреволюционные проповеди, в которых проводил влияние польской буржуазной государственности, то есть оказывал содействие польской части международной буржуазии, занимался агитацией и пропагандой, направленной к подрыву и ослаблению советской власти с использованием для этой цели религиозных и национальных предрассудков масс, направленной к возбуждению национальной и религиозной вражды и розни».— из обвинительного заключения от 5 апреля 1928 года
21 августа 1928 года приговорён ПП КОГПУ по статьям 58-4, 58-7, 58-10 и 59-7 (изготовление, хранение с целью распространения и распространение литературных произведений, призывающих к учинению преступных действий, предусмотренных статьями о преступлениях против порядка управления) УК РСФСР к 10 годам исправительно-трудовых лагерей.
30 августа с большой группой католических священников был отправлен на этап в Кемь, прибыл в Соловецкий лагерь особого назначения 30 сентября (по другим данным 23 сентября) 1928 года. В лагере сначала работал сторожем, затем вместе с другими заключёнными католическими священниками (в составе так называемой «коммуны ксендзов») подвергался дальнейшим преследованиям, был переведён на штрафную командировку «Троицкая» на острове Анзер. В августе 1931 года заболел, в конце октября помещён в лагерный лазарет, где за ним ухаживал находившийся там же русский католический священник о. Потапий Емельянов. Поставлен диагноз «воспаление передней части мозга». 17 ноября 1931 года умер, был отпет о. Потапием Емельяновым, другие священники-заключённые с большим трудом устроили похороны.